# Marie (Alpes Marítimos)
Marie é uma comuna francesa na região administrativa da Provença-Alpes-Costa Azul, no departamento Alpes Marítimos. Estende-se por uma área de 14,77 km², com  (Mariols) 50 habitantes, segundo os censos de 1999, com uma densidade de 3 hab/km².